# Scarecrow (seriefigur)
Fågelskrämman är också en figur i Frank L. Baums böcker om landet Oz.
Scarecrow (sv: Fågelskrämman) är en seriefigur och superskurk från DC Comics, han är en av Batmans stora fiender. Figuren dök upp för första gången i World's Finest Comics #3 (1941) och skapades av Bill Finger och Bob Kane.
I IGN:s lista Top 100 Comic Book Villains från 2009 hamnade Scarecrow på plats nummer 58.

## Historik
Rötterna till Scarecrows skräckgas dök upp redan i Batmanpublikationer före hans första framträdande. Till exempel dök idén med att använda skräckgas först upp i Detective Comics #46 (1940), i en berättelse med Hugo Strange, där han använder ett speciellt "skräckpulver" för att skrämma polisen och framgångsrikt råna en bank.

## Fiktiv biografi
Figurens ursprung berättas i Batman Annual #19 och i miniserien Batman/Scarecrow: Year One.
Jonathan Crane föddes utanför äktenskapet och fick lida av ett grovt missbruk från sin fanatiskt religiösa gammelfarmor. Hans far lämnade familjen innan han ens var född, och hans mor visade ingen kärlek eller ömhet till sin son alls. Han utvecklade en försmak för rädsla, men samtidigt en samhörighet med kråkor när hans farmor låste in honom i en förfallen kyrka full av fåglar. Berättelsen visar även att Crane mördade sin farmor och fick reda på att hans mor hade fött en flicka, vilket orsakade honom stor svartsjuka och sorg. Detta blev grunden till hans kalla natur.
Jonathan Crane är besatt av rädsla och hämnd i och med att han blev mobbad under hela sin uppväxt för sin gängliga kropp och bokliga natur. Han brukade även relateras till karaktären Ichabod Crane i Legenden om den Sömniga Dalen. Efter att ha blivit förnedrad av skolans översittare, Bo Griggs, och avvisats av hejarklacksledaren, Sherry Squires, tog han hämnd i 18-årsåldern. Han förklädde sig som en fågelskrämma, som senare skulle bli hans gimmick, och drog en pistol på skolans parkeringsplats. Detta orsakade att Griggs och Squires råkade ut för en bilolycka, som slutade med förlamning för Griggs och döden för Squires. Från och med detta ögonblick upptäckte Crane en skadeglädje i att bokstavligen skrämma folk till döds.
Cranes besatthet av rädsla leder till att han blir en psykiater, tar ställning på Arkham Asylum och utför skräckrelaterade experiment på sina patienter. Han är också professor i psykologi vid Gothams universitet med inriktning på studier av fobier. Han förlorar sitt jobb efter att ha avfyrat en pistol inne i ett fullsatt klassrum och av misstag skadat en student. Han tar hämnd genom att döda professorerna som ansvarar för hans uppsägning, och hamnar i en kriminell karriär.

## Krafter och förmågor
Scarecrows främsta vapen är en drog i form av skräckgas. Med den kan han framkalla sina offers största fasor att komma till liv. Han kan också orsaka en person att frukta något som denne inte tidigare gjort, som när han orsakade två vakter vid Arkham att frukta glas för att kunna bryta sig ut. Detta ämne är mångsidigt då den har använts i gas, pilar, kapslar, etc. Hans mask gjordes för att förbättra effekterna av hallucinogen, samtidigt som den fungerar som en gasmask för att hålla honom opåverkad av sin egen gas. Ändå verkar han ha bildat en immunitet mot rädsla, vilket förbryllar honom.
Även om det inte inträffar så ofta är Scarecrow skicklig i närstrid. Han är även mästare på sin egen form av Kung-Fu, som han använder i en självskapad kampstil kallad "våldsdansen", där han använder Zui Quan och utnyttjar sina långa armar och ben.

## I andra medier
- Scarecrow dyker upp i den animerade TV-serien The Adventures of Batman i episoden "The Great Scarecrow Scare", med röst av Ted Knight. Istället för skräckgas använder han sömngas som han lagrar i ägg.

- Scarecrow dyker upp i den animerade TV-serien Challenge of the Super Friends, med röst av Don Messick, här som en medlem i Lex Luthors Legion of Doom. I den här serien visar det sig att han har befälet över en flock kråkor.

- Scarecrow dyker upp i Super Powers Team: Galactic Guardians i avsnittet "The Fear", med röst av Andre Stojka. I avsnittet fångar han Batman, Robin och Wonder Woman, och utsätter dem för en av sina skräckframkallande enheter. Robin måste tampas med sin höjdskräck, Wonder Woman sin rädsla för slutna utrymmen och Batman måste återuppleva förlusten av sina föräldrar.

- Scarecrow dyker upp i Batman: The Animated Series, med röst av Henry Polic II. Han gör sin debut i avsnittet "Nothing to Fear", där han planerar en hämnd mot Gotham University efter att ha blivit avskedad. På kuppen påverkar hans skräckgas Batman, som därefter måste övervinna sin största fasa. Efter detta fick figuren en något förändrad fysik under resten av seriens avsnitt. Scarecrows nästa framträdande sker i avsnittet "Fear of Victory", där han kombinerar sin skräckgas med adrenalin och använder det mot Gothams mest framstående idrottsmän, vilket gör dem odugliga till att tävla, och sätter därefter pengar på motståndarlaget. I avsnittet "Dreams of Darkness" planerar han att förorena vattentillförseln under Arkham med skräckframkallande vätska och använder i processen det mot Batman. Då Batman under sitt tillstånd tycks ha förlorat förståndet blir han inspärrad i Arkham. Scarecrow gör även mindre framträdanden i avsnitten "Trail" och "Lock Up".

- Han dyker även upp i The New Batman Adventures, där hans utseende och personlighet gjorde en stor förändring genom sin mörkare karaktär. Bruce Timm har förklarat att han inte tyckte att Scarecrow var tillräckligt läskig i den föregående versionen. I denna serie dyker han först upp i avsnittet "Never Fear" (med röst av Jeffrey Combs), där han använder sig av en gas som, istället för att framkalla fruktan, tar bort den. Detta orsakar alla som utsätts för den att bli oerhört våghalsiga. Även Batman råkar ut för denna. Scarecrow planerar att fylla tunnelbanan med denna gas och kräver ett högt pris för motgiftet. Därefter gör han en cameo i avsnittet "Over the Edge" (med röst av Jeff Bennett), där han tar kontrollen över Gothams stadshus och sprayar Batgirl med sin skräckgas, vilket försätter henne i en djup sömn och ger henne hemska visioner.

- Cillian Murphy spelar Scarecrow i filmen Batman Begins (2005) och är den sekundära skurken efter Ra's al Ghul. I filmen är Jonathan Crane huvudpsykiatern på Arkham Asylum, där han använder sin skräckgas för att göra experiment på sina patienter. Efter en utpressning från maffiabossen Falcone tar Crane på sig en fågelskrämmamask och doserar Falcone med sin skräckgas, vilket driver honom till vansinne. I sitt första möte med Batman sprayar Scarecrow honom med sin gas och antänder honom, men Batman lyckas undkomma med sitt liv i behåll. Med hjälp av Lucius Fox förvärvar Batman ett motgift. Kort därefter har Batman en andra konfrontation med Scarecrow, denna gång på Arkham där han räddar Rachel efter att hon påverkats av Cranes gas. Batman övermannar Cranes hantlangare och ger honom en dos av sin egen medicin. Crane hallucinerar att Batman är en jättelik, monstruös fladdermus och är så skräckslagen att han berättar för Batman vem han arbetar för. Crane grips därefter av Jim Gordon och fängslas i Arkham. Han flyr dock senare under Ra's al Ghuls frigörelse av dess fångar, som en del av hans plan att förgöra Gotham. Medan Ra's al Ghul släpper Cranes skräckgas i Gothams slumområden förföljer Crane, som nu kallar sig " Scarecrow", Rachel och en pojke genom en gränd på en häst. Efter att pojken drabbats av gasen ser han Crane som ett glödögt monster som rider på en eldsprutande häst. Rachel undkommer Scarecrow genom att elektrifiera honom i ansiktet med en taser. Således rider Scarecrow planlöst ut i natten, skrikandes av smärta. Murphy repriserade sin roll som Scarecrow i kortare framträdanden i de uppföljande filmerna The Dark Knight (2008) och The Dark Knight Rises (2012).

- Scarecrow dyker upp som boss i TV-spelet Batman: Arkham Asylum, med röst av Dino Andrade. Batman får en dos av hans gift som framkallar fruktan, och spelaren får därefter möta honom tre gånger i en virtuell värld som representerar Bruces värsta mardrömmar. Scarecrow förmodas bli dödad av Killer Croc senare i spelet, och dyker därmed inte upp i uppföljaren Batman: Arkham City.